# Języki oceaniczne
Języki oceaniczne (języki wschodnioaustronezyjskie) – podrodzina języków austronezyjskich, którymi posługuje się około 2–2,5 mln rdzennych mieszkańców wysp Oceanii. Do głównych zespołów języków oceanicznych zaliczają się języki mikronezyjskie i języki polinezyjskie. Poszczególnymi językami tej grupy posługuje się zazwyczaj kilka-kilkadziesiąt tysięcy osób, zamieszkujących wyspę lub archipelag. Do najczęściej używanych należą języki: fidżyjski (300 tys. – blisko spokrewniony z polinezyjskimi), samoański (235 tys.) oraz maoryski, tahitański, tonga i tolai (po 100 tys.).
R. Blust (1978) stwierdził, że są najbliżej spokrewnione z językami halmahersko-zachodnionowogwinejskimi, które to tworzą równoległą gałąź rodziny austronezyjskiej.
Klasyfikacja języków oceanicznych:
języki austronezyjskie
języki malajsko-polinezyjskie
języki malajsko-polinezyjskie centralno-wschodnie
języki malajsko-polinezyjskie wschodnie
języki oceaniczne (2,2 mln)
języki mikronezyjskie (170 tys.)
- yap (5 tys.)
- karoliński (5 tys.)
- kiribati (gilbertański) (70 tys.)
- kusajski (4 tys.)
- marszalski (25 tys.)
- nauruański (6 tys.)
- ngatik
- ponape (20 tys.)
- chuuk (30 tys.)
- ulithi

języki wschodniofidżyjsko-polinezyjskie
języki wschodniofidżyjskie
fidżyjski (350 tys.)
języki polinezyjskie (1 mln)
- hawajski (2 tys.)
- mangarewa
- maoryski (100 tys.)
- markiski (5 tys.)
- niue (10 tys.)
- rapanui
- rarotonga
- samoański (235 tys.)
- tahitański (100 tys.)
- tokelau (1,7 tys.)
- tonga (100 tys.)
- tuamotu (10 tys.)
- tuvalu (8 tys.)